# Мы ищем кляксу (мультфильм)
«Мы ищем кляксу» — советский рисованный мультипликационный фильм режиссёра Владимира Полковникова по одноимённой сказке Владимира Сутеева.
Сказочные и фантастические встречи ожидают героев мультфильма на их пути в погоне за Кляксой.

## Сюжет
Юные пионеры, мальчик и девочка ( в книге детей звали Ваня и Маша, а в мультфильме имена не упоминаются) , пришли в гости к художнику Петру Ивановичу, который обещал им показать новые картинки к сказкам. Девочка случайно плеснула чернилами из чернильницы на открытый альбом с рисунками, где образовалась клякса. Но когда Художник решил вывести пятно кляксовыводителем, Клякса ожила и убежала между страницами альбома.
Чтобы Клякса не погубила лучшие рисунки художника, он решил поймать её, срисовав девочку и мальчика на страницу альбома. Оживив нарисованных детей, Пётр Иванович стал помогать им перемещаться по страницам сказок. Ребята оказались на поляне, где стояла избушка Бабы-Яги, в которой Клякса уже успела похулиганить и убежать, а ребятам пришлось спасаться в бочке от прилетевшей Бабы-Яги.
На следующей странице дети оказались в море, и Художник нарисовал для них лодку. На них попыталась напасть акула, но с помощью нарисованного паруса ребята уплыли от неё и оказались на острове с Робинзоном Крузо и его другом Пятницей.
На следующей странице брат с сестрой оказались на чужой планете, где повстречались с пятью инопланетянами из летающей тарелки, которые устроили им торжественный и весёлый приём. Во время празднования среди инопланетян вдруг появился шестой, весь чёрный! Ребята поняли, что это Клякса и погнались за ней.
На следующей странице на детей попытался напасть разъярённый лев, испачканный Кляксой, но Художник нарисовал перед ним клетку. Дальше, попав в свой нарисованный двор, ребята обратились за помощью к дворнику дяде Феде, но он погнался за ними, уверенный, что именно мальчик, а не какая-то Клякса, измазал чёрной краской лестницу в подъезде.
На следующей странице ребята оказались на спине пятиголового Змея Горыныча, который решил их съесть, но испугался несущегося на них дворника с метлой и пустился наутёк. Пока дворник побеждал Змея, ребята догнали и поймали Кляксу, а Художник наконец-то вывел её кляксовыводителем.
Вернув детей из сказочного альбома, Художник признался им, что он не волшебник, а простой художник-мультипликатор, работающий на студии «Мультфильм».

## Создатели
| автор сценария             | Владимир Сутеев |
| режиссёр                   | Владимир Полковников |
| художник-постановщик       | Гражина Брашишките |
| оператор                   | Нина Климова |
| композитор                 | Юрий Левитин |
| звукооператор              | Борис Фильчиков |
| ассистенты:                | Борис Садовников, Е. Туранова, О. Ерофеева |
| редактор                   | Зинаида Павлова |
| монтажёр                   | Любовь Георгиева |
| художники-мультипликаторы: | Виктор Шевков, Виолетта Колесникова, Марина Рогова, Леонид Каюков, Наталия Богомолова, Ольга Орлова, Владимир Крумин, Владимир Балашов |
| художники:                 | Аркадий Шер, Инна Заруба, Ирина Светлица, Елена Танненберг |

Клякса

| роли озвучивали:           | Тамара Дмитриева — мальчик, Клара Румянова — девочка, Анастасия Георгиевская — Баба-Яга, Александр Граве — художник Пётр Иванович, Анатолий Папанов — дворник Фёдор Васильевич, Алексей Полевой — Робинзон, Агарь Власова — Клякса (нет в титрах) |
| директор картины           | Фёдор Иванов |

## Издания на DVD
Мультфильм неоднократно издавался на DVD в сборниках мультфильмов: «Большая переменка». («Союзмультфильм»).